# Brian Pintado
Brian Daniel Pintado (født 1995) er en ecuadoriansk atlet, der konkurrerer i kapgang.
Han repræsenterede Ecuador ved sommer-OL 2016 i Rio de Janeiro, hvor han blev nummer 37 i 20 kilometer kapgang.
Deltog i 2021 for Ecuador i 20 km kapgang, som var arrangeret i Sapporo under sommer-OL 2020 og kom på en 12. plads med tiden 1.22,54.
Han vandt guld i mændenes 20 kilometer kapgang ved sommer-OL 2024.